# Badiarikha
La Badiarikha (russe : Бадяриха) est une rivière de Russie, en Sibérie, dans la république de Sakha, affluent de rive droite de l'Indiguirka.

## Présentation
Ses principaux affluents sont l'Ogorokha, l'Orto-Tirekhtiakh et l'Anty.